# Gleinalpe
Gleinalpe lub Gleinalm – pasmo górskie w Alpach Lavantalskich, części Alp Noryckich. Leży w Austrii, w Styrii. Glein Alpe graniczą z: doliną Mury od północy i wschodu, z linią Gratkorn – Köflach na południu i z przełęczą Gaberl na południowym zachodzie. Najwyższy szczyt to Lenzmoarkogel.
Najwyższe szczyty to:
- Lenzmoarkogel (1991 m),
- Speikkogel (1988 m),

Schroniska:
- Hochangerschutzhaus (1304 m),
- Hans-Prosl-Haus (1630 m),
- Gasthof Gleinalm (1586 m),
- Oskar-Schauer-Sattelhaus (1394 m),
- Steinplanhütte (1670 m).